# C/2012 Y1 (LINEAR)
C/2012 Y1 (LINEAR) — одна з довгоперіодичних комет. Ця комета була відкрита 18 грудня 2012 року; вона мала 19.1m на час відкриття.